# 静野孔文
静野 孔文（しずの こうぶん、1972年9月2日 - ）は、日本の映画監督、アニメ監督、演出家。東京都出身。kry株式会社所属。

## 経歴
OVA『ジャイアントロボ THE ANIMATION -地球が静止する日』の制作に参加後、3DCGの演出家として活躍。独立後は主にゴンゾ作品を中心に絵コンテ・演出を手がけていたが、2005年にアメリカで放送されたテレビアニメ『G.I.ジョー: SIGMA6』の総監督に抜擢され、活躍の場を北米に移す。
聖飢魔IIのビデオクリップでは監督だけでなく、キャラクターや美術デザインなどすべてのビジュアルイメージを担当してYouTubeへ投稿し、聖飢魔II復活のきっかけを作った。
2010年に開催された上海万博では、環境問題をテーマにした3D立体視アニメ制作の依頼を受け、国連エリアのDEVNET館で3DCGアニメ『ミレニアムベイビー』の独占上映を実現。原作、監督、キャラクターデザインを務め、国連より特別貢献賞を受賞した。
劇場版『名探偵コナン』の15作目『名探偵コナン 沈黙の15分』（2011年）の監督に抜擢され、同作は日本アカデミー賞優秀アニメーション賞に選出された。以降、同シリーズの監督を継続して担当し、『名探偵コナン 絶海の探偵』（2013年）、『名探偵コナン 異次元の狙撃手』（2014年）、『名探偵コナン 業火の向日葵』（2015年）、『名探偵コナン 純黒の悪夢』（2016年）、『名探偵コナン から紅の恋歌』（2017年）と連続してシリーズの歴代最高興行収入が更新された。『名探偵コナン から紅の恋歌』（2017年）では、2017年邦画興行収入1位を獲得した。
2017年に公開されたゴジラシリーズ第30作『GODZILLA 怪獣惑星』では瀬下寛之と共同で監督を務めたが、オファーされた当時はゴジラのことを名前ぐらいしか知らなかったという。

## 参加作品

### テレビアニメ
- プリンセスナイン 如月女子高野球部（1998年）制作進行
- FF：U 〜ファイナルファンタジー:アンリミテッド〜（2001年）絵コンテ、演出
- 藍より青し（2002年）絵コンテ
- PEACE MAKER鐵（2003年）演出
- 名探偵コナン（2004年・2007年・2020年）演出、OPディレクター
- DAN DOH!!（2004年）絵コンテ、演出
- エルフェンリート（2004年）演出
- 爆裂天使（2004年）絵コンテ、演出
- G.I.ジョー: SIGMA6（2005年）監督
- 一騎当千 Dragon Destiny（2007年）演出
- 魔法少女リリカルなのはStrikerS（2007年）絵コンテ
- BLUE DROP 〜天使達の戯曲〜（2007年）絵コンテ
- セキレイ（2008年）絵コンテ
- テガミバチ（2009年）前期ED演出
- 爆丸バトルブローラーズ ニューヴェストロイア（2010年）絵コンテ
- シドニアの騎士（2014年）監督
- シドニアの騎士 第九惑星戦役（2015年）企画協力
- 侍霊演武:将星乱（2016年）総監督

### OVA
- ジャイアントロボ THE ANIMATION -地球が静止する日（1998年）制作進行
- sin THE MOVIE（2000年）アシスタントプロデューサー、演出
- サブマリン707R（2003年）絵コンテ、演出、3DCG
- 真救世主伝説 北斗の拳 トキ伝（2008年）監督、絵コンテ
- 魔法先生ネギま! 〜もうひとつの世界〜（2009年 - 2010年）監督、絵コンテ、演出

### 劇場アニメ
- シックス・エンジェルズ（2002年）演出
- ヱヴァンゲリヲン新劇場版:序（2007年）演出協力
- 劇場版名探偵コナンシリーズ
  - 名探偵コナン 沈黙の15分（2011年）監督、絵コンテ、演出[4]
  - 名探偵コナン 11人目のストライカー（2012年）監督、絵コンテ、演出[5]
  - 名探偵コナン 絶海の探偵（2013年）監督、絵コンテ、演出[6]
  - 名探偵コナン 異次元の狙撃手（2014年）監督、絵コンテ、演出、原画[7]
  - 名探偵コナン 業火の向日葵（2015年）監督、絵コンテ、演出、原画[8]
  - 名探偵コナン 純黒の悪夢（2016年）監督、絵コンテ、演出、原画[9]
  - 名探偵コナン から紅の恋歌（2017年）監督、絵コンテ、演出、原画[10]
- 劇場版 シドニアの騎士（2015年）監督
- GODZILLA 3部作（2017年 - 2018年）監督（瀬下寛之と共同）[1]
- モンスターストライク THE MOVIE ルシファー 絶望の夜明け（2020年）監督
- ジャーニー 太古アラビア半島での奇跡と戦いの物語（2021年）監督
- さよなら、ティラノ（2021年）監督[11][12]
- ルパン三世VSキャッツ・アイ（2023年）監督  (瀬下寛之と共同)[注釈 1][13]
- アズワン / AS ONE（2025年）監督

### その他
- 第1回　ニューヨークアニメフェスティバル出展作品 〜CROSS・CLIMB〜（2007年）監督
- 上海万博DEVNET館 立体3Dアニメ ミレニアムベイビー（2010年）キャラクターデザイン、総監督
  - The United Nations（国連）より、特別貢献賞受賞（2010年）
- 聖飢魔II ビデオクリップ（2010年）キャラクターデザイン、監督
- 名探偵コナン 沈黙の15分 劇場公開作品（2011年）監督 
  - 第35回　日本アカデミー賞優秀アニメーション賞受賞（2012年）
- シドニアの騎士 テレビアニメ（2014年）監督
  - Netflix The Best Anime Series受賞（2015年）
- 名探偵コナン 異次元の狙撃手 劇場公開作品（2014年）監督
  - 第38回　日本アカデミー賞優秀アニメーション賞受賞（2015年）
- 第19回　Shanghai international Film&TV festival　日本人初のアニメ部門審査委員に任命される。
- 上海MF film .co.Ltd と自身初の原作アニメーション制作が決定。
- youku土豆　ACG最高監督賞受賞（2016年）
- ゆうばり国際ファンタスティック映画祭　ニューウェーブアワード受賞（2017年）
- アヌシー国際アニメーション映画祭　「GODZILLA」招待作品（2017年）
  - 第41回　日本アカデミー賞優秀アニメーション賞受賞（2017年）
- 2017年 興行収入 邦画ランキング1位獲得（2017年）
- 第71回　ベルリン国際映画祭 公開「The Journey」 サウジアラビア初長編アニメーション映画初日本人監督として参加（2021年）
- 2022年 セプティミウス映画祭　最優秀エクスペリメンタルシネマ賞受賞（2022年）